# Денисово (Ісетський район)
Дени́сово (рос. Денисово) — село у складі Ісетського району Тюменської області, Росія.
Населення — 514 осіб (2010, 526 у 2002).
Національний склад станом на 2002 рік:
- росіяни — 92 %